# Walther Kohlhase

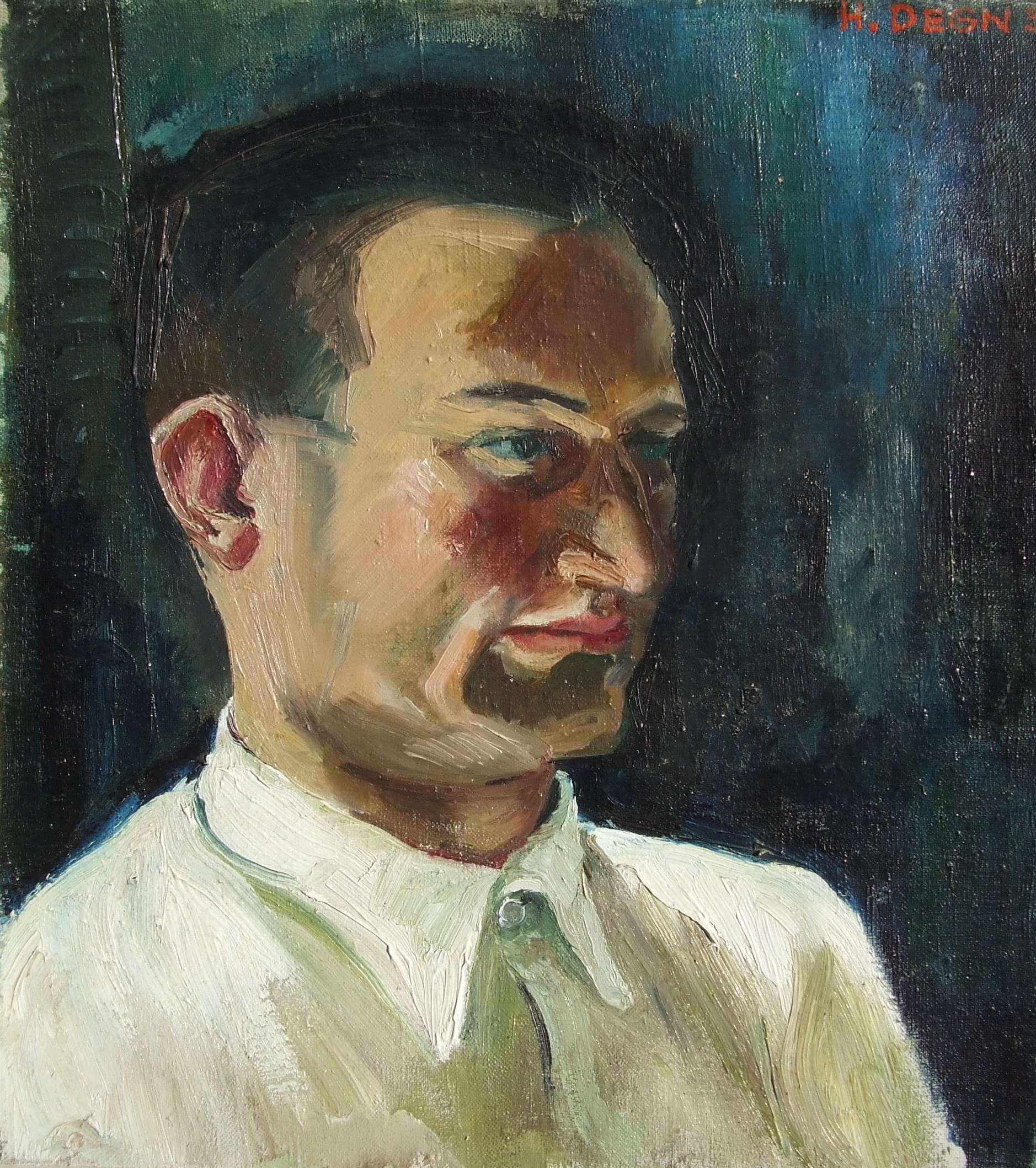
Hertha Degn: Porträt Walther Kohlhase (1934)

Walther Kohlhase (* 6. März 1908 in Raguhn/Anhalt; † 14. April 1993 in Raisdorf bei Kiel) war ein deutscher Maler, Grafiker und Kunsterzieher. 1932 nahm er an den  Olympischen Kunstwettbewerben in Los Angeles teil.

## Leben
Hans Walther Kohlhase  wurde als zweites Kind des Bahnbeamten Johann Maximilian Kohlhase und seiner Frau Friederike Minna, geb. Diener, geboren. Sein Elternhaus befand sich in der Karlstraße 15 in Dessau. Von 1926 bis 1928 studierte er zunächst an der Akademie für graphische Künste und Buchgewerbe in Leipzig, der heutigen Hochschule für Grafik und Buchkunst (HGB). Seine Lehrer waren Hans Soltmann, Walter Buhe und Heinz Dörffel; Hans Alexander Müller führte ihn an die Technik des Holzstichs heran. 1928 wechselte Kohlhase an die progressive Staatliche Akademie für Kunst und Kunstgewerbe Breslau („Bauhaus vor dem Bauhaus“), wo seine Lehrer Otto Mueller, Carlo Mense, Oskar Moll, Oskar Schlemmer (Bühnenkunst) und Paul Holz (Wandtafelzeichnen) wurden. Es entwickelte sich eine enge Verbundenheit mit Paul Holz sowie mit Alexander Kanoldt, einem Protagonisten der Neuen Sachlichkeit. Parallel zu seinem Studium der Künste war Kohlhase für die Fächer Geografie und Kunstgeschichte an den Universitäten Leipzig und Breslau immatrikuliert. Das erste Staatsexamen legte er 1931 in Berlin ab, das zweite 1933 in Magdeburg. Er war Mitglied im Corps Silingia Breslau zu Köln.
Bis 1939 war Kohlhase als Kunsterzieher in Dessau tätig. 1939 bis 1945 war er im Kriegsdienst, dem sich eine Gefangenschaft bis November 1947 anschloss. Bis 1950 war er in Hohenhude am Westensee (Kreis Rendsburg-Eckernförde) freischaffend tätig, unter anderem nahm er öffentliche Aufträge an. 1950 bis 1973 war Kohlhase Kunsterzieher in Kiel (Goetheschule, Hebbelschule und Humboldtschule) und zuletzt als Studiendirektor tätig. 1952 erfolgte die Berufung zum Fachleiter für Kunsterziehung und Werken am Studienseminar Kiel, später die zum Fachberater des Landes Schleswig-Holstein. Des Weiteren war Kohlhase im Bundesvorstand des Bundes Deutscher Kunsterzieher tätig und war Mitarbeiter am Handbuch für Kunsterzieher. Er hielt zahlreiche Vorträge im In- und Ausland. 1964 bis 1968 war er Mitglied des Kultursenats der Stadt Kiel. Freundschaft verband Kohlhase u. a. mit dem Kieler Realisten Peter Nagel (Gruppe Zebra), einem seiner ehemaligen Referendare.
Ab 1935 war Kohlhase mit Hertha Degn (1908–2003) verheiratet, die ihrerseits Schülerin von Karl Storch dem Älteren und Heinrich Wolff (Kunstakademie Königsberg), Otto Mueller, Alexander Kanoldt und Carlo Mense (Kunstakademie Breslau) sowie Georg Tappert (Kunstschule Berlin) gewesen war (zu Hertha Degn siehe auch den Katalog Rollenwechsel – Künstlerinnen in Schlesien um 1880 bis 1945, Schlesisches Museum zu Görlitz). Das Künstlerpaar lernte sich in Breslau kennen. Es hinterließ sechs Kinder. Die Familie Kohlhase lebte zunächst in Dessau. 1943 flüchtete man im Zuge des Bombenkriegs nach Schleswig-Holstein, der Heimat Degns. Hertha Degn hat das „Lebenswerk ihres Mannes in übergroßer Bescheidenheit mitgetragen und mitberaten“.

## Werk
Vieles ist nicht zuletzt durch die Wirren des Krieges und durch die deutsche Teilung in Vergessenheit geraten bzw. verschollen. Auch hat ein Hochwasser der Mulde in Dessau viele Arbeiten nicht nur sprichwörtlich untergehen lassen. Diese waren während der Kriegszeit im vermeintlich sicheren Keller zwischengelagert worden. Das frühere Werk (bis 1953) ist jedoch vorwiegend malerisch bzw. zeichnerisch bestimmt. Bereits 1930 entstanden die Illustrationen zu Hugo Jägers Wie mich der Schnawwel jewachsen is. Geschichten in heimatlicher Mundart (Verlag Walther Schwalbe, Dessau). 1932 entstand die (verschollene) Arbeit Boxen im Sportpalast, die als Wettbewerbsbeitrag an der Sommerolympiade in Los Angeles in der Kategorie Prints, Posters, Drawings teilgenommen hat. 1933 veröffentlichte die Zeitschrift Die Heimat (Illustrierte Beilage des Anhalter Anzeigers, Dessau den 28.10.1933) ganzseitig die Zeichnung Oktoberstimmung. In der Nachkriegszeit widmete sich Kohlhase verstärkt der Aktzeichnung, der Landschaftsmalerei (vorwiegend Ölmalerei und Pastellzeichnungen) sowie der Karikatur. 1948 publizierte die satirische und in der Nachfolge des Simplicissimus stehende Zeitschrift Der Simpl das Blatt Herr Meier rettet die Kultur. Auch in der Kriegszeit war Kohlhase äußerst produktiv (insbesondere Landschaftsdarstellungen). In der Zeit der Gefangenschaft leitete er einen Zeichenkurs für Offiziere unter marokkanischer Bewachung. Hier entstanden zahlreiche Soldatenporträts.
Das spätere Werk (ab 1962) ist dagegen primär druckgrafisch geprägt. Kohlhase wurde als „Meister des Holzstichs“ bezeichnet. Mit den Techniken des Holzstichs und Linolschnitts (z. T. auch Linolstichs) hat er „ein unverkennbares Profil in der schleswig-holsteinischen Region gewonnen“. Zum Teil wurden die kleinen Holzstiche auch überregional verbreitet, so über die Fachzeitschriften Graphische Kunst und Illustration 63 der Edition Curt Visel, Memmingen. Die als Graphikbeilagen edierten Holzstiche Blumenpflückendes Mädchen, Zirkuszelt, Windmühle und Der Fuchs und die Weintrauben (Illustration), die nur einen kleinen Teilausschnitt des Œuvres Kohlhases ausmachen (erste Holzstiche entstanden bereits 1947), sind nicht zuletzt deshalb vielerorts nachweisbar. 1984 entstanden die Illustrationen (Holzstiche) zu Egon Erwin Kischs Wie der Türke auf der Karlsbrücke um seinen Säbel kam (Denklingen, Fuchstaler Presse). Zusammenfassend kann mit Rolf Gaska festgehalten werden: „…für sich selbst fand der in Kiel lebende Kunsterzieher und Maler einen Stil, der durch Klärung der Natur- und Sachformen geprägt ist. Neue Sachlichkeit klingt an als Gesinnung, nicht als historisch manifeste Gestalt“.

## Ausstellungen und Ausstellungsbeteiligungen (Auswahl)
- Xth Olympiad Los Angeles 1932. Olympic Competition and Exhibition of Art. Los Angeles Museum of History, Science and Art (1932)[23]
- Ausstellung Großer Staatspreis 1932, Preußische Akademie der Künste, Berlin (1932)[24]
- Einzelausstellung in Dessau, Anhaltischer Kunstverein (1933)[25]
- Kunstausstellung des Gaues Magdeburg, Dessau, Anhaltische Gemäldegalerie, und Magdeburg, Kaiser-Friedrich-Museum (1943)
- Künstler die nach Schleswig-Holstein kamen, Kunsthalle zu Kiel (1948)[26]
- 1. Kunstausstellung im Kunsthaus Roos, Kiel (1948)[27]
- Poelzig, Endell, Moll und die Breslauer Kunstakademie 1911–1932, Akademie der Künste, Berlin, Städtisches Museum Mülheim/Ruhr (1965)[28]
- Landesschauen (1970–1984), diverse Veranstaltungsorte[29]
- Druckgraphik, Brunswiker Pavillon Kiel (1974)[30]
- Portrait, Brunswiker Pavillon Kiel (1975)[31]
- Entwicklung und Dialog, Brunswiker Pavillon Kiel (1976)[32]
- Kunstschulreform 1900–1933, Bauhaus-Archiv Berlin (1977)[33]
- Schleswig-Holstein – Ansichtssache, Sparkasse Berlin (1978)[34]
- Breslauer Akademieschüler (1922–1932) Heute, Museum Ostdeutsche Galerie Regensburg (1979)[35]
- Realistische Handzeichnungen, Brunswiker Pavillon Kiel (1979)[36]
- Gemälde, Pastelle, Zeichnungen, Graphik, Einzelausstellung in der Akademie Sankelmark (1980)[37]
- Ausstellung in der Stadtbilderei Kiel (1981)[38]
- Malerei und Plastik im Schloss Plön. Ausstellung Schleswig-Holsteinischer Künstler (1982)[39]

## Schriften von Walther Kohlhase (Auswahl)
- Über den Holzstich, in: Graphische Kunst, Edition Curt Visel Memmingen, Heft 13/2 1979, S. 66ff.
- Organisationsformen der Bildbetrachtung, in: Handbuch der Kunst- und Werkerziehung, Band IV/1, S. 285ff. Rembrandt-Verlag, Berlin 1966
- Beiträge zu einem Linearzeichnen mit bildnerischer Aufgabe, in: FEA-Kongressbericht, X. Kongress in Basel 1958, Otto Maier Verlag, Ravensburg 1959, S. 356ff.